# Antoine du Verdier
Antoine du Verdier, sieur de Vauprivas, född 1544 i Montbrison, död 1600 i Duerne (nära 
Lyon), var en fransk skriftställare.
du Verdier var "conseiller du roi" (kungligt råd) och kammarherre. Man äger av honom bland annat en ännu användbar förteckning över Frankrikes äldre litteratur: Bibliothèque d'Antoine Duverdier, contenant le catalogue de tous les auteurs qui ont écrit ou traduit en français (1586).